# Ernst von Siemens
Ernst Albrecht von Siemens (n. 9 aprilie 1903, Kingston upon Hull, Anglia, Regatul Unit al Marii Britanii și Irlandei – d. 31 decembrie 1990, Starnberg, Bavaria, Germania) a fost un industriaș german.

## Viața
Siemens s-a născut în Anglia, atunci când tatăl său a fost director al Siemens Brothers și s-a stabilit în Germania după ce tatăl său a devenit directorul Siemens-Schuckertwerke. 
A studiat fizica la Universitatea Tehnică din München. S-a alăturat companiei Siemens în 1929, începând cariera la Uzina Werner pentru Telecomunicații din Berlin. După ce a fost membru adjunct al Consiliului de administrație al Siemens & Halske timp de cinci ani (începând cu 1944), a devenit membru cu drepturi depline în 1948 și a fost numit președinte în 1949. În 1945 a devenit membru adjunct al consiliului de administrație al Siemens-Schuckertwerke și membru plin în 1948. Din 1956 până în 1966, a ocupat funcția de președinte al Consiliului de Supraveghere al ambelor companii, iar din 1966 până în 1971 a fost președinte al Consiliului de Supraveghere al Siemens AG. După ce a demisionat din funcția președinte, a rămas membru de onoare al Consiliului de Supraveghere până în 1978. Ernst von Siemens și-a îndeplinit cu succes în sarcina de a reconstrui compania după al Doilea Război Mondial. Siemens & Halske AG, Siemens-Schuckertwerke AG și Siemens-Reiniger-Werke AG au fuzionat în 1966, formând compania cunoscută astăzi sub numele de Siemens AG.

## Sponsor al culturii și științei
Ernst Albrecht von Siemens a înființat: 
- Fundația Carl Friedrich von Siemens (Carl Friedrich von Siemens Stiftung),[6] pentru progresul științelor (1958).
- Premiul pentru muzică Ernst von Siemens (1972).
- Fundația de Artă Ernst von Siemens (1983). Scopul acestei fundații este acela de a oferi sprijin financiar muzeelor pentru a cumpăra opere de artă. De asemenea, promovează expoziții. Pe lângă mijloacele financiare, Ernst von Siemens a lăsat fundației și colecția sa privată de artă.

A fost membru al Clubului Academic Alpin din Munchen. 